# (3051) Nantong
(3051) Nantong ist ein Asteroid des Hauptgürtels, der am 19. Dezember 1974 am Purple-Mountain-Observatorium in Nanjing entdeckt wurde. 
Er wurde nach der chinesischen Stadt Nantong benannt.